# Luciogobius saikaiensis
Luciogobius saikaiensis es una especie de peces de la familia de los Gobiidae en el orden de los Perciformes.

## Distribución geográfica
Se encuentra en el Japón, Corea del Sur y Taiwán.

## Observaciones
Es inofensivo para los humanos.